# Portugal-Suécia em futebol

## Histórico
Histórico dos resultados dos confrontos de futebol entre Portugal e Suécia:
| Data                   | Cidade            | Jogo              | Resultado | Competição                                               |
| 20 de novembro de 1955 | Lisboa Portugal   | Portugal - Suécia | 2-6       | jogo amigável                                            |
| 21 de maio de 1959     | Gotemburgo Suécia | Suécia - Portugal | 2-0       | jogo amigável                                            |
| 13 de novembro de 1966 | Lisboa Portugal   | Portugal - Suécia | 1-2       | Qualificações para o Euro 1968                           |
| 1 de junho de 1967     | Solna Suécia      | Suécia - Portugal | 1-1       | Qualificações para o Euro 1968                           |
| 24 de junho de 1981    | Solna Suécia      | Suécia - Portugal | 3-0       | Eliminatórias para a Copa do Mundo FIFA de 1982          |
| 14 de outubro de 1981  | Lisboa Portugal   | Portugal - Suécia | 1-2       | Eliminatórias para a Copa do Mundo FIFA de 1982          |
| 12 de setembro de 1984 | Solna Suécia      | Suécia - Portugal | 0-1       | Eliminatórias para a Copa do Mundo FIFA de 1986          |
| 14 de novembro de 1984 | Lisboa Portugal   | Portugal - Suécia | 1-3       | Eliminatórias para a Copa do Mundo FIFA de 1986          |
| 12 de outubro de 1986  | Lisboa Portugal   | Portugal - Suécia | 1-1       | Qualificações para o Euro 1988                           |
| 23 de setembro de 1987 | Solna Suécia      | Suécia - Portugal | 0-1       | Qualificações para o Euro 1988                           |
| 12 de novembro de 1988 | Gotemburgo Suécia | Suécia - Portugal | 0-0       | jogo amigável                                            |
| 16 de outubro de 2002  | Gotemburgo Suécia | Suécia - Portugal | 2-3       | jogo amigável                                            |
| 28 de abril de 2004    | Coimbra Portugal  | Portugal - Suécia | 2-2       | jogo amigável                                            |
| 11 de outubro de 2008  | Solna Suécia      | Suécia - Portugal | 0-0       | Eliminatórias para à Copa do Mundo FIFA de 2010          |
| 28 de março de 2009    | Porto Portugal    | Portugal - Suécia | 0-0       | Eliminatórias para à Copa do Mundo FIFA de 2010          |
| 15 de novembro de 2013 | Lisboa Portugal   | Portugal - Suécia | 1-0       | 1ª mão do playoff de acesso à Copa do Mundo FIFA de 2014 |
| 19 de novembro de 2013 | Solna Suécia      | Suécia - Portugal | 2-3       | 2ª mão do playoff de acesso à Copa do Mundo FIFA de 2014 |
| 28 de março de 2017    | Funchal Portugal  | Portugal - Súecia | 2-3       | jogo amigável                                            |

## Estatísticas
Até 19 de novembro de 2013
| Casa | Fora | Total | Portugal- Suécia | Total | Fora | Casa |
| ---- | ---- | ----- | ---------------- | ----- | ---- | ---- |
| 8    | 9    | 17    | Jogos            | 17    | 8    | 9    |
| 1    | 4    | 5     | Vitórias         | 6     | 4    | 2    |
| 3    | 3    | 6     | Empates          | 6     | 3    | 3    |
| 4    | 2    | 6     | Derrotas         | 5     | 1    | 4    |
| 9    | 9    | 17    | Golos marcados   | 26    | 16   | 10   |
| 16   | 10   | 26    | Golos sofridos   | 17    | 9    | 9    |

## Último jogo
A Suécia recebeu Portugal em Estocolmo na terça-feira dia 19 de novembro de 2013. 

O desafio teve lugar no estádio Friends Arena pelas 20:45.

A Seleção Portuguesa venceu por 3-2, com três golos de Ronaldo por Portugal e dois de Ibrahimovic pela Suécia.

### Equipa sueca
A equipa sueca teve a seguinte constituição: 
Guarda-redes - Andreas Isaksson
 
Defesas - Mikael Lustig, Per Nilsson, Mikael Antonsson, Martin Olsson
 
Médios – Sebastian Larsson, Rasmus Elm, Kim Källström, Alexander Kacaniklic
 
Avançados – Zlatan Ibrahimovic, Johan Elmander

Suplentes - Johan Wiland, Kristoffer Nordfeldt, Adam Johansson, Jonas Olsson,Andreas Granqvist, Pierre Bengtsson, Anders Svensson, Pontus Wernbloom, Jimmy Durmaz, Ola Toivonen, Erkan Zengin, Alexander Gerndt